# Ken’ichi Uemura
Ken’ichi Uemura (jap. 上村健一 Uemura Ken’ichi; ur. 22 kwietnia 1974 w Yatsushiro) - piłkarz japoński, grający podczas kariery na pozycji obrońcy.

## Kariera klubowa
Pierwszym klubem piłkarskim w karierze Uemury był Sanfrecce Hiroszima, do którego trafił w 1993. W J.League zadebiutował 4 lipca 1993 w meczu z Verdy Kawasaki. 
W 2002 spadł z Sanfrecce z J.League. Ogółem w latach 1993-2004 rozegrał w barwach Sanfrecce 258 meczów, w których strzelił 23 bramki. Rok 2004 Uemura spędził na wypożyczeniu w Cerezo Osaka, z którego przeszedł do Tokyo Verdy. Z Verdy spadł do drugiej ligi w 2005, a na początku 2006 odszedł do czwartoligowego klubu Yokohama Sports and Culture Club. Ostatnim klubem w karierze Uemury było Roasso Kumamoto, z którym w 2007 awansował do drugiej ligi, a rok później zakończył karierę.
| Sezon | Klub                | Kraj    | Rozgrywki                 | Mecze | Bramki |
| ----- | ------------------- | ------- | ------------------------- | ----- | ------ |
| 1993  | Sanfrecce Hiroszima | Japonia | J.League                  | 17    | 1      |
| 1994  | Sanfrecce Hiroszima | Japonia | J.League                  | 26    | 0      |
| 1995  | Sanfrecce Hiroszima | Japonia | J.League                  | 46    | 4      |
| 1996  | Sanfrecce Hiroszima | Japonia | J.League                  | 12    | 2      |
| 1997  | Sanfrecce Hiroszima | Japonia | J.League                  | 3     | 0      |
| 1998  | Sanfrecce Hiroszima | Japonia | J.League                  | 17    | 0      |
| 1999  | Sanfrecce Hiroszima | Japonia | J.League                  | 29    | 7      |
| 2000  | Sanfrecce Hiroszima | Japonia | J.League                  | 28    | 6      |
| 2001  | Sanfrecce Hiroszima | Japonia | J.League                  | 25    | 2      |
| 2002  | Sanfrecce Hiroszima | Japonia | J.League                  | 10    | 1      |
| 2003  | Sanfrecce Hiroszima | Japonia | J2.League                 | 38    | 0      |
| 2004  | Cerezo Osaka        | Japonia | J.League                  | 15    | 0      |
| 2005  | Tokyo Verdy         | Japonia | J.League                  | 18    | 0      |
| 2006  | Tokyo Verdy         | Japonia | J2.League                 | 1     | 0      |
| 2006  | YSCC Yokohama       | Japonia | Japanese Regional Leagues | 0     | 0      |
| 2007  | Rosso Kumamoto      | Japonia | Japan Football League     | 30    | 3      |
| 2008  | Roasso Kumamoto     | Japonia | J2.League                 | 28    | 0      |

## Kariera reprezentacyjna
W reprezentacji Japonii Ken’ichi Uemura zadebiutował w 25 kwietnia 2001 w  towarzyskim meczu z Hiszpanią. 
W 2001 roku wystąpił w Pucharze Konfederacji, na którym zajęła drugie miejsce. Na tym turnieju wystąpił w trzech meczach z Kanadą, Brazylią i Australią, który był jego ostatnim występem w reprezentacji.
| Mecze i gole w reprezentacji | Mecze i gole w reprezentacji | Mecze i gole w reprezentacji | Mecze i gole w reprezentacji | Mecze i gole w reprezentacji | Mecze i gole w reprezentacji | Mecze i gole w reprezentacji |
| #                            | Data                         | Miasto                       | Przeciwnik                   | Gol                          | Wynik                        | Rozgrywki                    |
| ---------------------------- | ---------------------------- | ---------------------------- | ---------------------------- | ---------------------------- | ---------------------------- | ---------------------------- |
| 1.                           | 25.04.2001                   | Kordoba                      | Hiszpania                    |                              | 0:1                          | towarzyski                   |
| 2.                           | 31.05.2001                   | Niigata                      | Kanada                       |                              | 3:0                          | Puchar Konfederacji 2001     |
| 3.                           | 04.06.2001                   | Ibaraki                      | Brazylia                     |                              | 0:0                          | Puchar Konfederacji 2001     |
| 4.                           | 07.06.2001                   | Jokohama                     | Australia                    |                              | 1:0                          | Puchar Konfederacji 2001     |